# Tutschach
Tutschach ist eine Ortschaft und eine Katastralgemeinde der Gemeinde Aflenz im Bezirk Bruck-Mürzzuschlag in Steiermark.
Die Siedlung befindet sich beiderseits des Jauringbaches.

## Siedlungsentwicklung

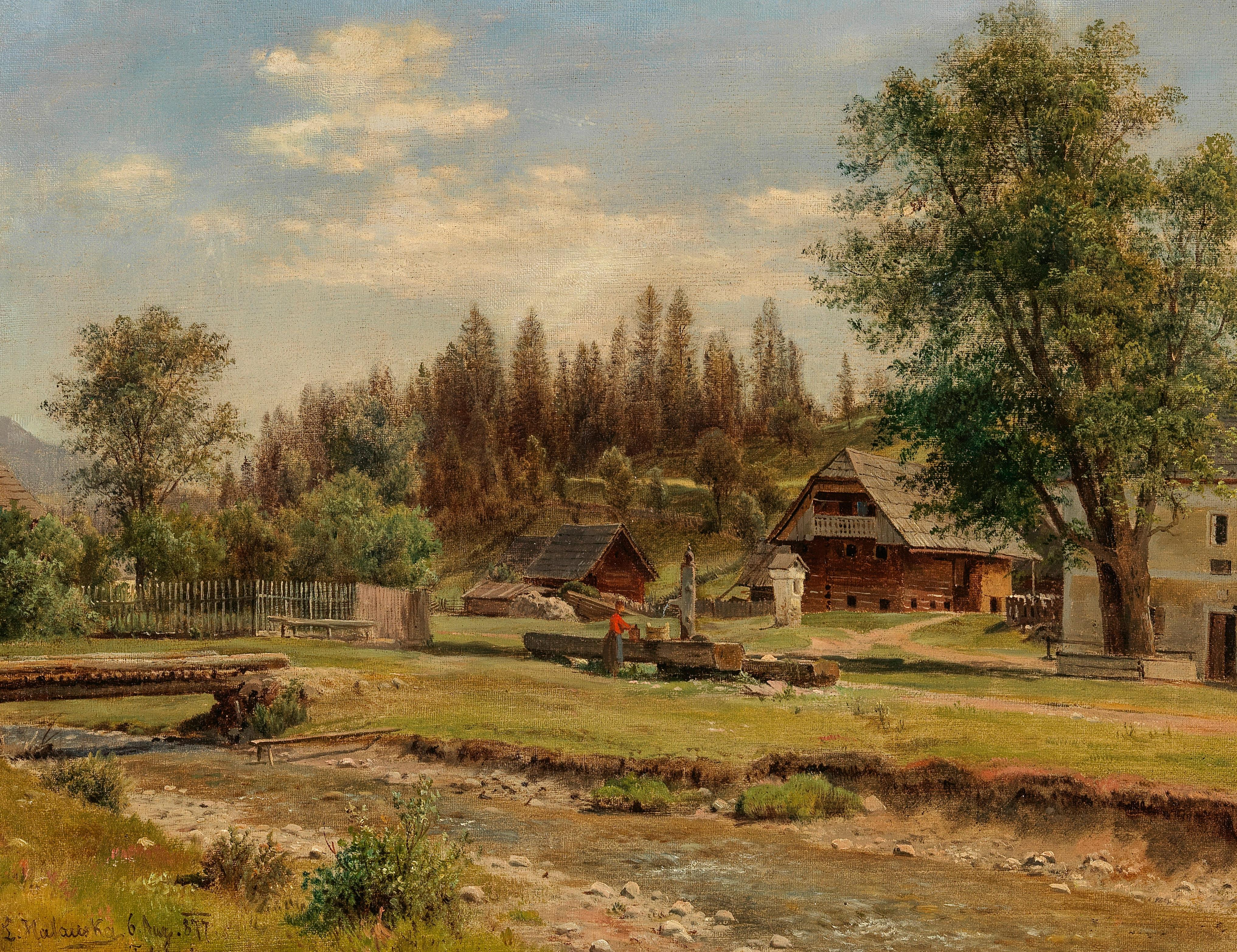
Ludwig Halauska: Blick auf das Dorf Tutschach bei Aflenz, 1877

Zum Jahreswechsel 1979/1980 befanden sich in der Katastralgemeinde Tutschach insgesamt 36 Bauflächen mit 18.198 m² und 46 Gärten auf 27.599 m², 1989/1990 gab es 36 Bauflächen. 1999/2000 war die Zahl der Bauflächen auf 138 angewachsen und 2009/2010 bestanden 64 Gebäude auf 142 Bauflächen.

## Bodennutzung
Die Katastralgemeinde ist land- und forstwirtschaftlich geprägt. 52 Hektar wurden zum Jahreswechsel 1979/1980 landwirtschaftlich genutzt und 65 Hektar waren forstwirtschaftlich geführte Waldflächen. 1999/2000 wurde auf 47 Hektar Landwirtschaft betrieben und 66 Hektar waren als forstwirtschaftlich genutzte Flächen ausgewiesen. Ende 2018 waren 43 Hektar als landwirtschaftliche Flächen genutzt und Forstwirtschaft wurde auf 65 Hektar betrieben. Die durchschnittliche Bodenklimazahl von Tutschach beträgt 25,9 (Stand 2010).